# Biostar
Biostar або Biostar Microtech International Corp, Біостар — тайванський виробник материнських плат, відеокарт, напівфабрикованих комп'ютерів й промислових комп'ютерів. Головний офіс у місті Тайбей, Тайвань. Утворений 1986 року. Біостар перейшов повністю з OEM-виробника до виробника, що продає під власним ім'ям.
Прибуток у 2007 році склав 285,75 млн доларів США; операційний прибуток — 17,02 млн доларів; чистий прибуток — 13 млн доларів. 583 працівника.
Вироби замовляються на підприємствах Китаю.
Відеокарти виробляються на чипах NVidia.